# Calycomyza triumfettae
Calycomyza triumfettae este o specie de muște din genul Calycomyza, familia Agromyzidae, descrisă de Etienne în anul 1997. Conform Catalogue of Life specia Calycomyza triumfettae nu are subspecii cunoscute.